# Shelina Zahra Janmohamed
Shelina Zahra Janmohamed (nascida em 13 de abril de 1974) é uma escritora britânica. Ela é autora de Love in a Headscarf (2009), um livro de memórias sobre como foi crescer como uma mulher muçulmana britânica. Seu novo livro intitulado Geração M: Jovens Muçulmanos Mudando o Mundo foi publicado em agosto de 2016. A Geração M, como diz o The Guardian, "é o primeiro retrato detalhado" do influente segmento da "religião que mais cresce" no mundo, o Islã. Ela também é blogueira: seu blog se chama Spirit 21.

## Infância e educação
Shelina nasceu em 13 de abril de 1974. Ela é de origem leste-africana e sul-asiática. Seus pais emigraram da Tanzânia em 1964. Ela cresceu no norte de Londres e foi educada na Haberdashers 'Aske's School for Girls, Elstree, posteriormente graduando-se no New College, em Oxford.

## Carreira

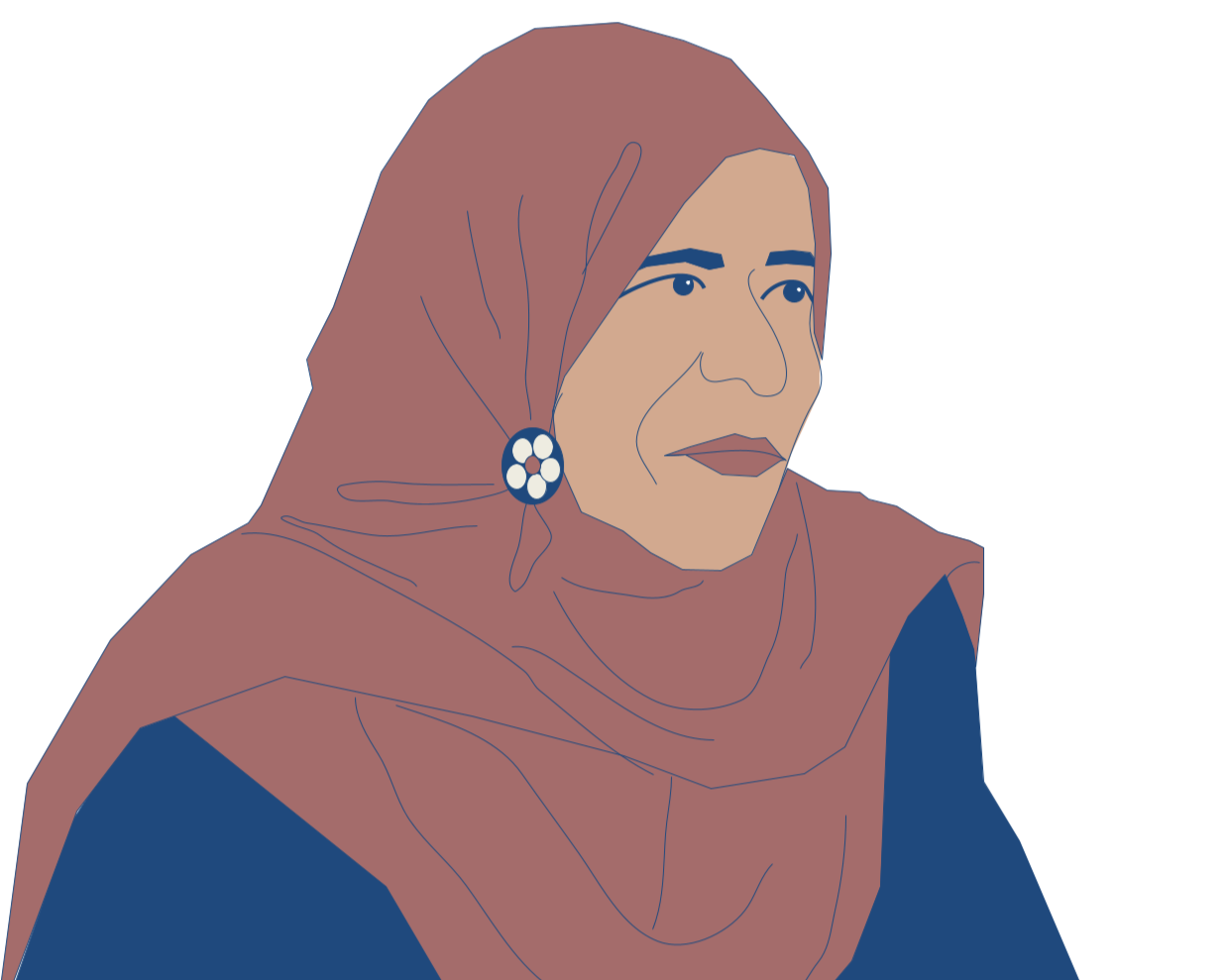

Shelina é uma colaboradora regular e escritora de vários meios de comunicação e revistas, incluindo a BBC, ITV, The Times, The Guardian, The National, The Muslim News, revista Emel, The Independent e The Telegraph, com foco no Islã e assuntos atuais. Ela tem um interesse particular pelas mulheres muçulmanas e pelo Islã no Ocidente.
Seu blog, Spirit21, ganhou vários prêmios, incluindo o Brass Crescent Award de Melhor Blog. Shelina Janmohamed mora em Londres e apareceu em várias redes de televisão britânicas.
Ela viajou com o escritório do British Foreign and Commonwealth para Darfur - Sudão, Egito, Arábia Saudita, Indonésia, Catar e Turquia sob seu programa para construir laços com os muçulmanos britânicos e encorajar o diálogo. Ela é criadora e organizadora de eventos sociais e culturais para jovens muçulmanos britânicos, como parte da criação de uma nova cultura e identidade muçulmana britânica, e anfitriã do evento anual 'Eid in the Square', realizado em Trafalgar Square em Londres. Ela é curadora do Windsor Fellowship, que incentiva estudantes de minorias étnicas a se destacarem na educação e no emprego.
Ela está servindo como vice-presidente da Ogilvy Noor, a primeira agência de consultoria islâmica de branding e marketing do mundo.

## Vida pessoal
Ela é casada e atualmente mora em Londres com seus dois filhos.

## Prêmios e honras
- Janmohamed foi nomeada pelo The Times e pela Comissão de Direitos Humanos e Igualdade do Reino Unido como uma das 100 mulheres muçulmanas mais influentes do Reino Unido e, mais recentemente, foi nomeada uma das 500 muçulmanas mais influentes do mundo.[1]
- Em outubro de 2013, ela foi incluída no BBC's 100 Women.[19]
- Em janeiro de 2014, Shelina foi indicado ao prêmio Services to Media no British Muslim Awards.[20]
- Em outubro de 2014, ela foi incluída novamente no BBC's 100 Women.[21]

## Visualizações
Shelina declarou a necessidade de as marcas melhorarem seu marketing voltado para os consumidores muçulmanos, instando-os a realizar uma pesquisa melhor e a trabalhar mais para 'humanizar' os muçulmanos, tratando-os da mesma forma que fariam com qualquer outro grupo demográfico, dizendo:
| “ | Como profissionais de marketing, fazemos isso para todos os tipos de público. Nós os humanizamos e investigamos onde a marca tem um papel a desempenhar e, de alguma forma, quando se trata do público muçulmano, todas as décadas de experiência profissional e conhecimento de alguma forma vão pela janela. | ” |

Shelina criticou o atual ministro do Interior, Sajid Javid, por rejeitar um pedido feito pelo Conselho Muçulmano da Grã-Bretanha para que o partido conservador realizasse uma investigação independente sobre a islamofobia. Em um artigo para o The National, ela escreveu:
| “ | Quando os muçulmanos falam sobre a islamofobia, eles são acusados de se fazerem de vítimas, espalhando a palavra para chamar a atenção para si mesmos. No entanto, a evidência é clara na carta, mas também em todas as estatísticas, desde a violência até a desigualdade na educação, saúde e emprego. Muitos muçulmanos são vítimas. | ” |